# Derris lianoides
Derris lianoides är en ärtväxtart som beskrevs av Adolph Daniel Edward Elmer. Derris lianoides ingår i släktet Derris och familjen ärtväxter. Inga underarter finns listade i Catalogue of Life.